# Этимология названий округов штата Нью-Мексико

Карта округов штата нью-Мексико

Этимология названий округов Нью-Мексико — информационный свод о происхождении и значениях наименований округов штата Нью-Мексико, США. Часть этих наименований происходит от топонимов на территории этих округов, другая часть названа в память о различных общественных, политических или военных деятелях. Пять округов названы в память президентов США.

## Список округов
- Берналийо, округ образован в 1852. Назван по одноимённому поселению Берналийо (которое однако не входит в одноимённый округ, а, в свою очередь является центром округа Сандовал). По другой версии, наименование происходит от фамилии семьи Гонсалес-Берналь, проживавшей на этой территории в XVII веке.
- Катрон, округ образован в 1921. Назван в честь Томаса Бентона Катрона, юриста из Санта-Фе и первого сенатора США от Нью-Мексико.
- Чавес, округ образован в 1889. Назван в честь Хосе Франсиско Чавеса, полковника армии США, действовавшего в Нью-Мексико во время и после Гражданской войны.
- Сибола, округ образован в 1981. Название связано с легендой о семи городах Сиболы.
- Колфакс, округ образован в 1869. Назван в честь семнадцатого вице-президента США Шайлера Колфакса.
- Карри, округ образован в 1909. Назван в честь Джорджа Карри, губернатора Территории Нью-Мексико в 1907—1910.
- Де-Бака, округ образован в1917. Назван в честь Иезекиля Кабеса де Бака, второго губернатора Нью-Мексико.
- Дона-Ана, округ образован в 1852. Назван в честь одного из первоначальных округов штата (в 1876 объединённого с округом Берналило). Первоначально был назван в честь доньи Аны Робледо, прославившейся в XVII веке благотворительностью.
- Эдди, округ образован в 1887. Назван в честь Чарльза Эдди, владельца ранчо, много сделавшего для развития этих территорий.
- Грант, округ образован в1868. Назван в честь Улисса Симпсона Гранта, генерала Гражданской войны и восемнадцатого президента США.
- Гвадалупе, округ образован в 1891. Назван в честь иконы Гвадалупской Богоматери, святой покровительницы Мексики.
- Хардинг, округ образован в1921. Назван в честь Уоррена Гамалиела Гардинга, двадцать пятого президента США.
- Идальго, округ образован в 1920. Назван в честь Мигеля Идальго-и-Костилья, священника, известного как «отец мексиканской независимости».
- Ли, округ образован в 1917. Назван в честь Джосефа Кэллоуэя Ли, капитана армии США и основателя Военной Академии Нью-Мексико.
- Линкольн, округ образован в 1869. Назван в честь Авраама Линкольна, шестнадцатого президента США.
- Лос-Аламос, округ образован в 1949. Назван по названию своего центра Лос-Аламос.
- Луна, округ образован в 1901. Назван в честь Соломона Луны, местного владельца ранчо и политического деятеля.
- Мак-Кинли, округ образован в 1899. Назван в честь Уильяма Мак-Кинли, двадцать первого президента США
- Мора, округ образован в 1859. Назван по названию своего центра Мора.
- Отеро, округ образован в 1899. Назван в честь Мигеля Антонио Отеро, делегата Конгресса США.
- Куэй, округ образован в 1903. Назван в честь Мэтью Стэнли Куэя, сенатора США от Пенсильвании, поддержавшего образование Нью-Мексико.
- Рио-Ариба, округ образован в 1852. Назван по испанскому топониму, означающему «верхняя река», название связано с верхним течением реки Рио-Гранде.
- Рузвельт, округ образован в 1903. Назван в честь Теодора Рузвельта, двадцать шестого президента США.
- Сан-Хуан, округ образован в 1887. Назван по реке Сан-Хуан в Юте.
- Сан-Мигель, округ образован в 1852. Назван по городу Сан-Мигель-де-Бадо.
- Сандовал, округ образован в 1903. Назван по фамилии семьи Сандовал, проживавшей в этих местах.
- Санта-Фе, округ образован в 1852. Назван по своему центру Санта-Фе.
- Сьерра, округ образован в 1884. Вероятно, связано с испанским топонимом, означающим «гористая местность».
- Сокорро, округ образован в 1852. Назван по своему центру Сокорро.
- Таос, округ образован в 1852. Назван по своему центру Таос. Пуэбло Таос — одно из самых старых поселений в США, означает «Красная ива» на языке тива.
- Торранс, округ образован в 1903. Назван в честь Фрэнсиса Дж. Торренса, строителя центральной железной дороги в Нью-Мексико.
- Юнион, округ образован в 1893. Назван в честь союза трёх округов, на части территории которых он был создан.
- Валенсия, округ образован в 1852. Назван по названию города Валенсия в Нью-Мексико.